# Бан
Бан је титула аварског или илирског порекла коришћена у неколико југоисточних европских земаља од седмог до двадесетог века. 
Сматра се да реч бан потиче од сарматске речи бајан; ова је титула такође сродна титулом кан. Реч данас постоји у облику разних географских појмова. Постоје и теорије да је реч илирског порекла (баниус), како се може наћи код археолошких остатака у Босни. Према једној теорији, ова титула води порекла из назив аварског кагана Бајан.

## Употреба титуле
Титула се користила у Влашкој од 14. века до 1831. (када се припојила већој бољарској области Олтенија), средњовековној Молдавији, а након тога и у Краљевини Југославији између 1929. и 1941. године. Значење титуле се временом променило – позиција бана може се упоредити са позицијом намесника или војводе, али ниједна од њих није тачан опис историјске банове. Територија под управом бана звала се банат или бановина.
Такође се користила и у Мађарској краљевини и њеним зависним територијама у Босни. Према познијем Барском родослову користила се не само у Босни, већ и у другим српским земљама од 10. до 12. века.
У средњем веку бан се помиње у свима покрајинама српског народа и у Зети, и у Србији, и у Дубровнику поред Босне. О томе сведоче и народне песме: Неко беше Страхинићу бане, беше бане у маленој Бањској... Бан Угљеша и војвода Гојко... Књиге иду од Призрена града, па Пожегу бану Милутину, вако царе бане говораше... У онога од Звечана бана... У тамници бана Задранина... Са кћерима бана од Карловца... Вино пије Дојчин Петар, варадински бан...

## Краљевина Југославија
Бан је такође била титула покрајинских администратора Краљевине Југославије између 1929. и 1941; свака се од југословенских покрајина звала бановина.

## Наслеђе
Реч бан постоји данас као део имена места којим су некада владали банови.
Област Банат у Панонској низији између реке Дунав и Тиса (данас у Србији, Румунији и Мађарској) носи то име и поред чињенице да није никад био под вођством бана.
Регион централне Хрватске, јужно од Сиска, зове се Бановина или Банија. Могуће је да имена градова Бања Лука и Бановићи (БиХ) такође воде порекла из речи бан.
Термин бан се данас налази и у имену бански двор које често носе седишта високих инстанци власти. У Банском двору у Загребу заседа Влада Републике Хрватске, док је Бански двор у Бањалуци седиште председника Републике Српске. Зграда под именом „Бела бановина“ у Новом Саду дом је Скупштини и Извршном већу Аутономне Покрајине Војводине.